# Bethanië (Namibië)
Bethanië is een nederzetting in de regio !Karas in het zuiden van Namibië. De plaats ligt zo'n 100 kilometer ten westen van Keetmanshoop.
Bethanië, vernoemd naar het Bijbelse Bethanië, is gesticht in het begin van de 19e eeuw door een Duitse zendeling, Johann Hinrich Schmelen, die naar de streek was gestuurd door het Londens Zendingsgenootschap om de plaatselijke Nama te kerstenen. Hij trok naar de streek samen met een groep Oorlam uit Pella. Het huis dat Schmelen in Bethanië bouwde geldt als een van de oudste gebouwen van Namibië.